# Pairas Segge
Pairas Segge (Carex pairae), auch als Schmalblättrige Stachel-Segge bezeichnet, ist eine Pflanzenart aus der Gattung der Seggen (Carex) innerhalb der Familie der Sauergrasgewächse (Cyperaceae).

## Beschreibung

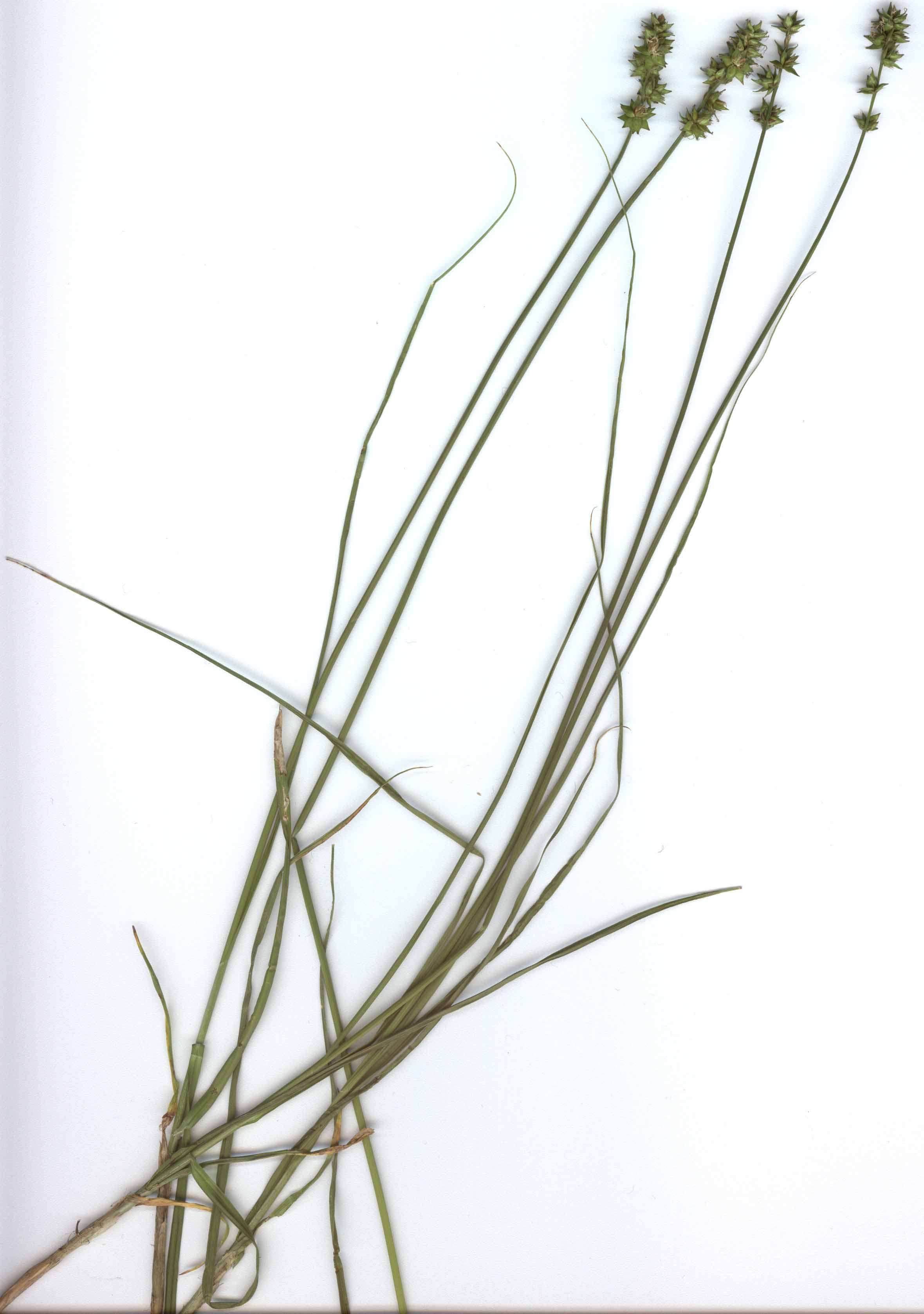
Habitus

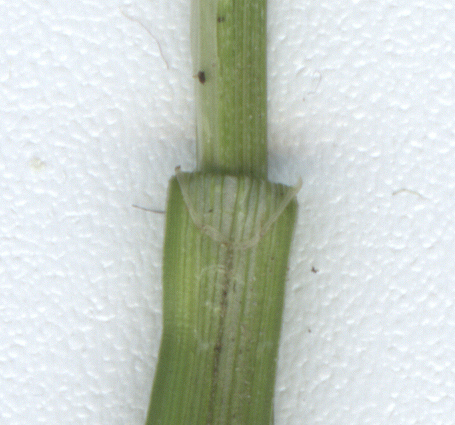
Blatthäutchen

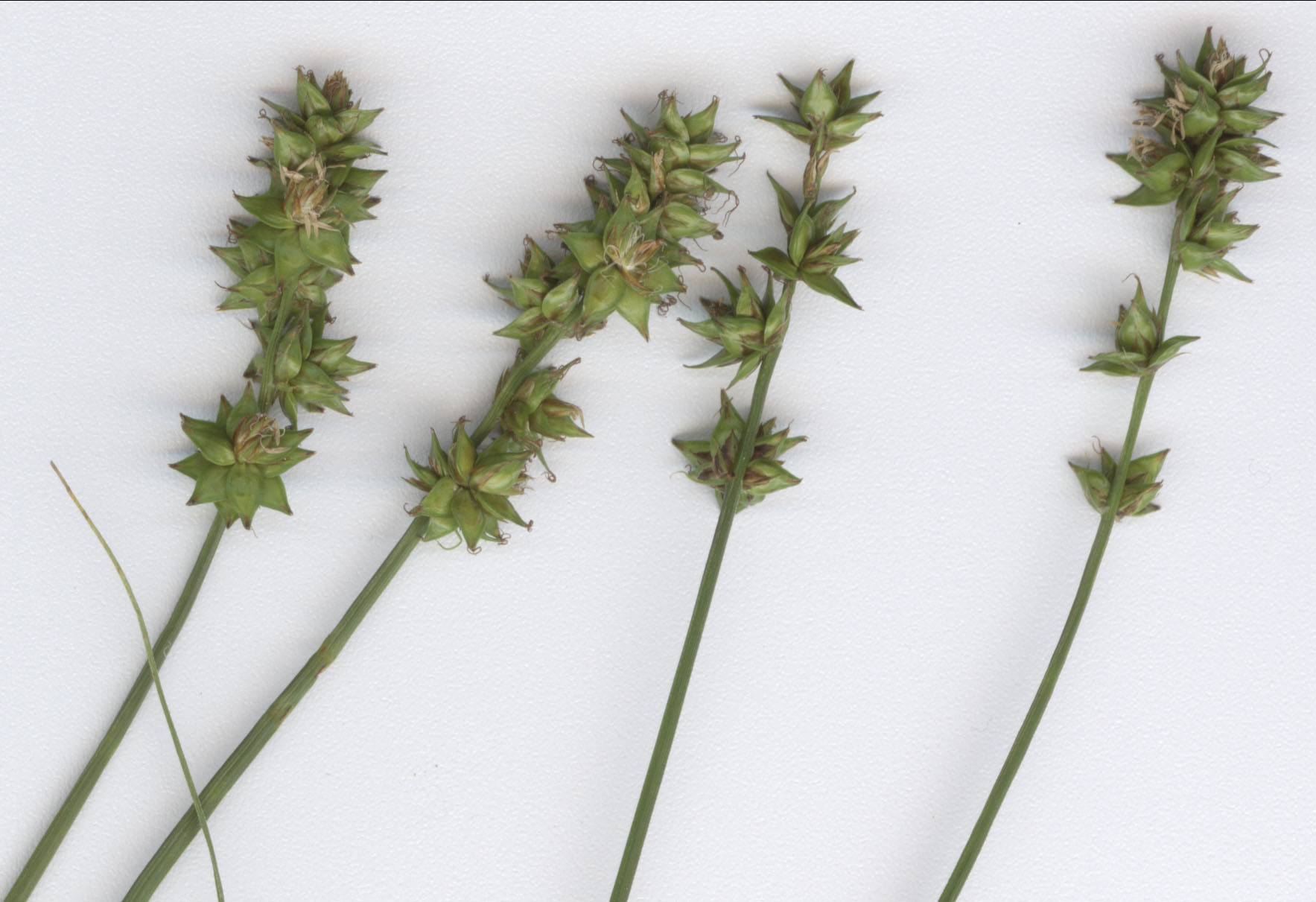
Gleichährige Blütenstände

### Vegetative Merkmale
Pairas Segge ist eine ausdauernde krautige Pflanze und erreicht Wuchshöhen von 30 bis 80 Zentimetern. Die Wurzelrinde ist braun. Sie wächst dicht horstig. Der meist starr aufrechte Halm ist dreikantig und schwach rau.
Der Bogen des Blatthäutchenansatzes ist kaum höher als breit. Die Laubblattspreiten haben eine Breite von 2 bis 3 Millimetern, sind glatt oder schwach rau und meist von dunkelgrüner Farbe.

### Generative Merkmale
Die Blütezeit liegt vorwiegend in den Monaten Mai bis Juli. Pairas Segge ist eine gleichährige Segge. Die drei bis zehn Ährchen stehen mehr oder weniger dicht in einem 2 bis 3 Zentimeter langen Blütenstand beieinander. Die untersten drei Ährchen können in Abständen von 0,5 bis 1 Zentimeter angeordnet sein, sehr selten ist das unterste Ährchen weiter entfernt. Alle Ährchen sind oval und spreizen sich zur Fruchtzeit durch die abstehenden Fruchtschläuche stark ab. Im oberen Teil enthalten sie jeweils männliche, im unteren Teil weibliche Blüten. 
Die Spelzen sind oval bis lanzettlich geformt und blassbraun gefärbt. Sie sind grünlich gekielt. Die breit eiförmigen Fruchtschläuche besitzen eine Länge von etwa 3 bis 3,5 Millimetern. Sie sind meist lang geschnäbelt und besitzen zwei Narben.
Die Chromosomenzahl beträgt 2n = 58.

## Ähnliche Arten
Von der sehr ähnlichen Sparrigen Segge (Carex muricata) unterscheidet sich die Pairas Segge (Carex pairae) durch die etwas kleineren Fruchtschläuche und die blassbraunen Spelzen. Die ebenfalls ähnliche Stachel-Segge (Carex spicata) besitzt einen deutlich höheren Blatthäutchenbogen sowie im unteren Teil korkartig ausgefüllte Fruchtschläuche.

## Verbreitung
Carex pairae wächst auf basenarmen, meist sandigen Standorten in Wäldern; im Westen Deutschlands kommt sie regelmäßig vor und wird nach Osten deutlich seltener. Nach der World Checklist of Selected Plant Families kommt sie in Makaronesien, in Nordwestafrika und in Europa bis zur zentralen Türkei vor. Sie wird auch auf Malta gefunden.

## Taxonomie
Die Erstbeschreibung von Carex pairae erfolgte 1868 durch Friedrich Wilhelm Schultz in Flora 51, S. 303. Das Artepitheton pairae ehrt den Elsässer Botaniker Michel Paira (* 1823). Synonyme für Carex pairae F.W.Schultz sind: Carex loliacea Schkuhr nom. illeg., Carex bullockiana Nelmes, Carex muricata var. loliacea Schkuhr, Carex muricata var. interrupta Wallr. nom. superfl., Carex muricata var. pairae (F.W.Schultz) Celak., Carex muricata subsp. pairae (F.W.Schultz) Celak., Carex virens var. pairae (F.W.Schultz) Garcke, Carex divulsa var. pairae (F.W.Schultz) Nyman, Carex echinata var. loliacea (Schkuhr) T.Durand, Carex contigua subsp. pairae (F.W.Schultz) Degen, Carex leersii var. angustifolia Vollm., Carex pairae var. monostachya Asch. & Graebn., Carex pairae var. capitata Christ.

## Weiterführende Literatur
- A. Molina, C. Acedo, F. Llamas: Taxonomy and new taxa in Eurasian Carex (section Phaestoglochin, Cyperaceae). In: Systematic Botany, Volume 33, 2008, S. 237–250.
- J. Koopman: Carex Europaea. The Genus Carex L. (Cyperaceae) in Europe., 1, Margraf publishers, Weikersheim, Germany, 2011, S. 1–726.